# Schloss Bedernau

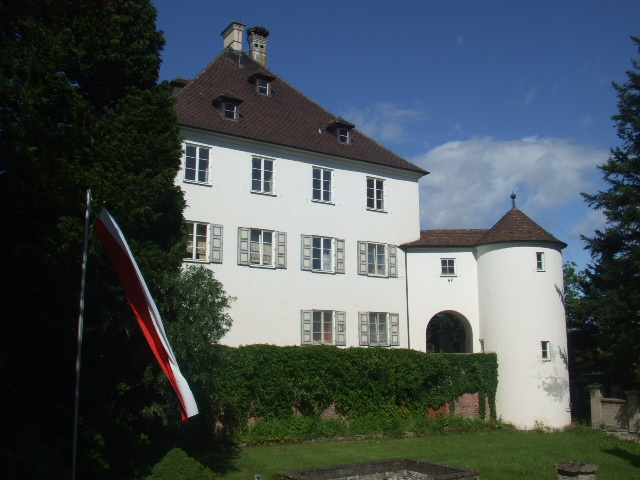
Schloss Bedernau

Das Schloss Bedernau befindet sich in Bedernau, einem Ortsteil der Gemeinde Breitenbrunn im Landkreis Unterallgäu in Bayern. Im 12. Jahrhundert wird für Bedernau bereits der Sitz eines welfischen Ministerialien genannt. Die erste Erwähnung einer Burg fand 1453 statt. Die heute bestehende Schlossanlage basiert vermutlich auf Grundzügen des 16. Jahrhunderts und wurde zuletzt 1966–1968 renoviert. Dabei wurde das Innere des Schlosses stark umgestaltet und erneuert.

## Geschichte
Heinrich von Bedernau als welfischer Ministeriale wird für die Zeit von 1160 bis 1172 in der Bedernau genannt. Die Herrschaft über Bedernau hatten ab der Mitte des 13. Jahrhunderts die Herren von Mindelheim inne, im ausgehenden 13. Jahrhundert dann die Domherren Heinrich und Walter von Hochschlitz aus Augsburg. Eitel von Burgau, der die Herrschaft in der Mitte des 14. Jahrhunderts hatte, veräußerte dieselbe an die Herzöge von Teck, welche die Herrschaft wiederum 1401 als Lehen an die Herrschaft Mindelheim an der Lichtenau. Im Jahr der ersten Erwähnung einer Burg, 1453, war diese im Besitz der Memminger Familie Stebenhaber.
Das Schloss verfiel während der Zeit des Dreißigjährigen Krieges und wurde in der Mitte des 17. Jahrhunderts wieder renoviert. 1665 ging die Herrschaft an die Grafen von Muggentahl über. Kurfürst Maximilian III. Joseph von Bayern erwarb diese 1763 und belehnte damit seinen Hofkammerrat und Hofzahlmeister Joseph Ignaz von Kretz. Dieser ließ 1764 und 1765 das Schloss, das sehr verfallen war, sowie die Nebengebäude grundlegend erneuern. Bereits 1766 wurde das Schloss von Kurfürst Maximilien III. zurückgekauft. Kurfürst Karl II. Theodor vergab das Schloss als Lehen an den geheimen Staatsrat Joseph Sebastian Reichsfreiherrn von Castell. Seine Nachkommen bewohnen das Schloss in der Folge.

## Baubeschreibung

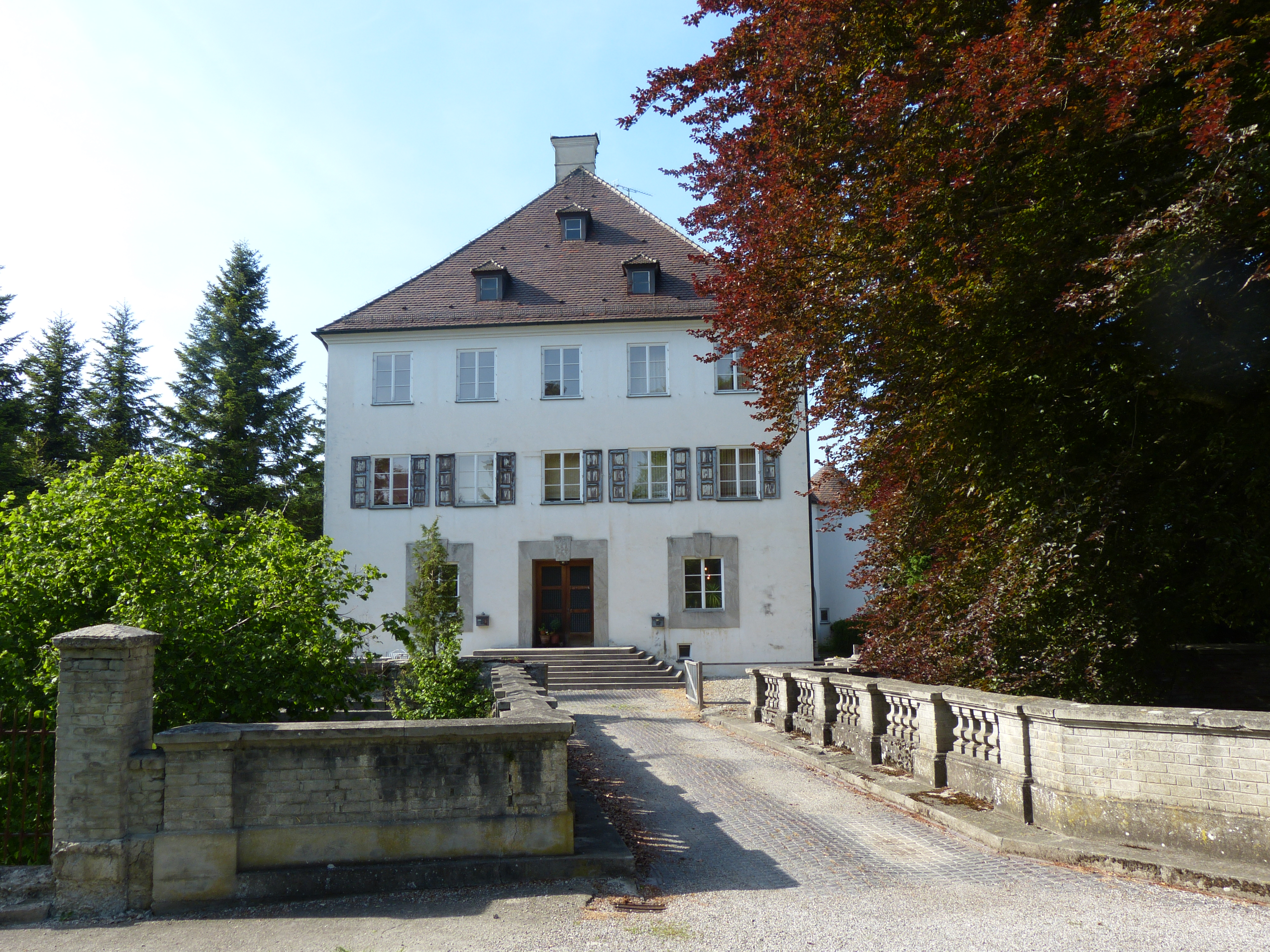
Südseite des Schlosses Bedernau

Das Schloss, welches sich nordwestlich der Kirche St. Georg befindet, ist ein kubischer Bau mit drei Geschossen. Es besteht aus fünf zu vier Achsen und ist mit einem Pyramidendach gedeckt. Sowohl auf dem First, wie auch nördlich davon, befinden sich Kamine mit profilierten Gesimsen. Der Haupteingang zum Schloss ist auf der Südseite über eine Brücke mit neubarocker Steinbalustrade aus dem Ende des 19. Jahrhunderts zu erreichen. Sowohl die rechteckige Eingangstür, wie auch die beiden Fenster rechts und links daneben, sind mit nach 1966 geschaffenen, modernen Steinrahmen mit Schlussstein umgeben. Das Treppenhaus ist auf der Nordseite in einem rechteckigen Risalit untergebracht. An den Schlossecken auf der Nordseite befinden sich freistehende zylindrisch geformte Türme mit Kegeldächern. Die Turmobergeschoße sind dabei mittels eines überdachten Überganges mit dem ersten Stockwerk des Schlosses selbst verbunden. Die Übergänge sind mit einem Satteldach gedeckt und ruhen jeweils auf einem Bogen. Auf der Südseite befanden sich ehemals ebenfalls solche Türme. Der Standort der südlichen Türme ist an der erneuerten Umfassungsmauer zu erkennen, die an der entsprechenden Stelle rondellartig vorspringt. Zur Kirche St. Georg führt über eine kleine Brücke vom südöstlichen Rondell aus ein Gang zum Herrschaftsoratorium in der Kirche.
Das Innere des Schlosses wurde stark erneuert. Zwei Kellerräume mit Tonnengewölbe befinden sich an der Ostseite. Zwischen diesen führt eine gewölbte Treppe nach oben. Eine Flachdecke über Kehle ist im Mittelflur des Schlosses vorhanden, an dessen Nordende eine zweiläufige Treppe ist. Über den Läufen und Podesten der Treppe sind Kreuzgratgewölbe angebracht. Im zweiten Stockwerk ist ein Saal mit drei zu zwei Achsen untergebracht. Das Kehlbalkendach stammt vermutlich aus der Zeit um 1764.